# Heinrich Eckert
Pour les articles homonymes, voir Eckert.
Heinrich Eckert (en tchèque Jindřich Eckert) est un photographe bohémien né le 22 avril 1833 et mort le 28 février 1905 à Prague.

## Biographie
Après une formation à l'École polytechnique de Prague, Eckert a travaillé comme douanier. En 1863, il ouvre un studio de photographie de portrait. En plus des portraits, il crée également des compositions allégoriques et des tableaux vivants. Aujourd'hui, il est surtout connu pour ses photographies de paysage et d'architecture, qui ont principalement une valeur documentaire. Son travail comprend de nombreux tirages phototypiques de Prague, mais aussi des collections de photos de la forêt de Bohême et des monts des Géants.

## Galerie

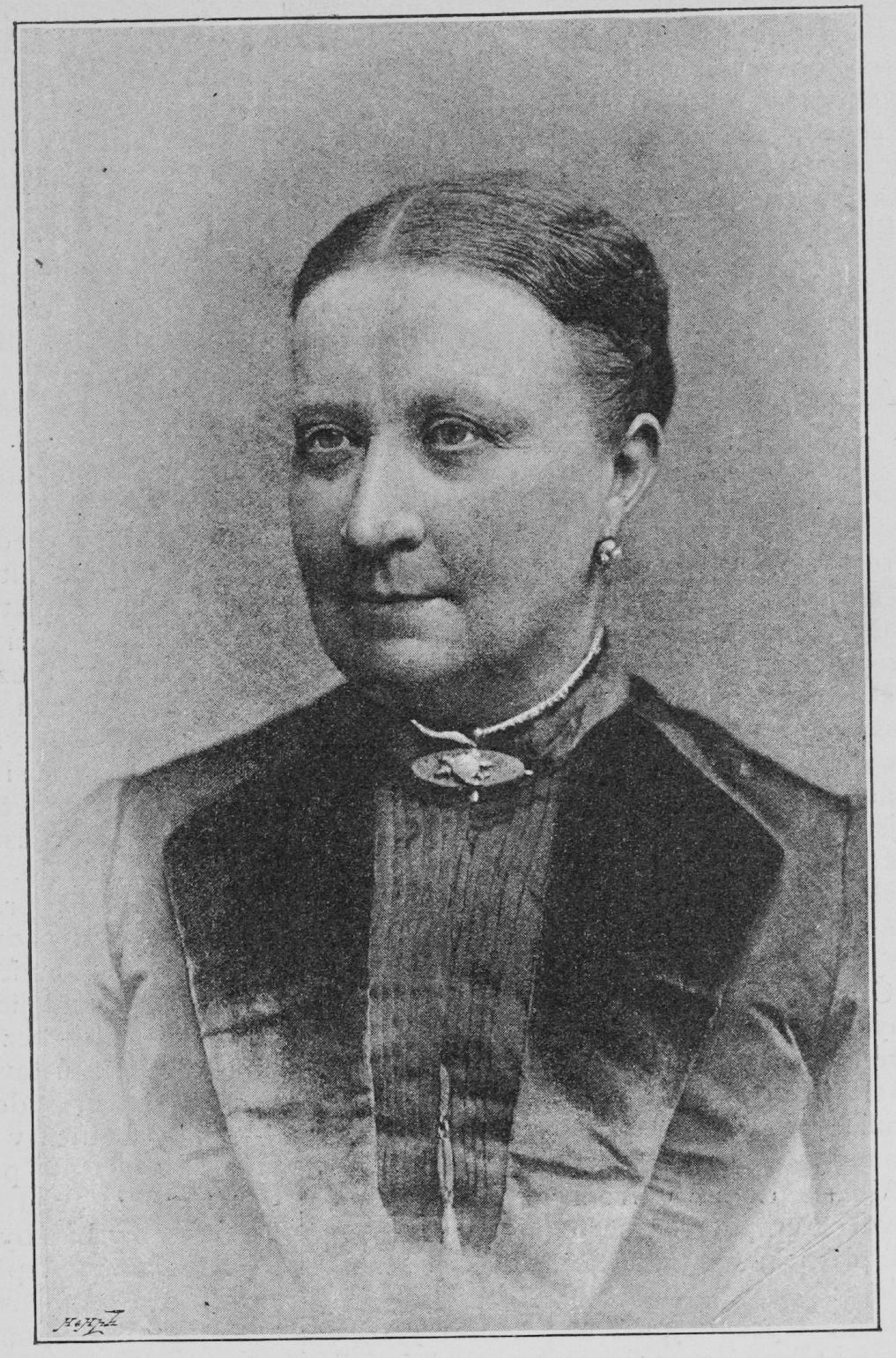
Portrait de Louisa Olivová, 1890
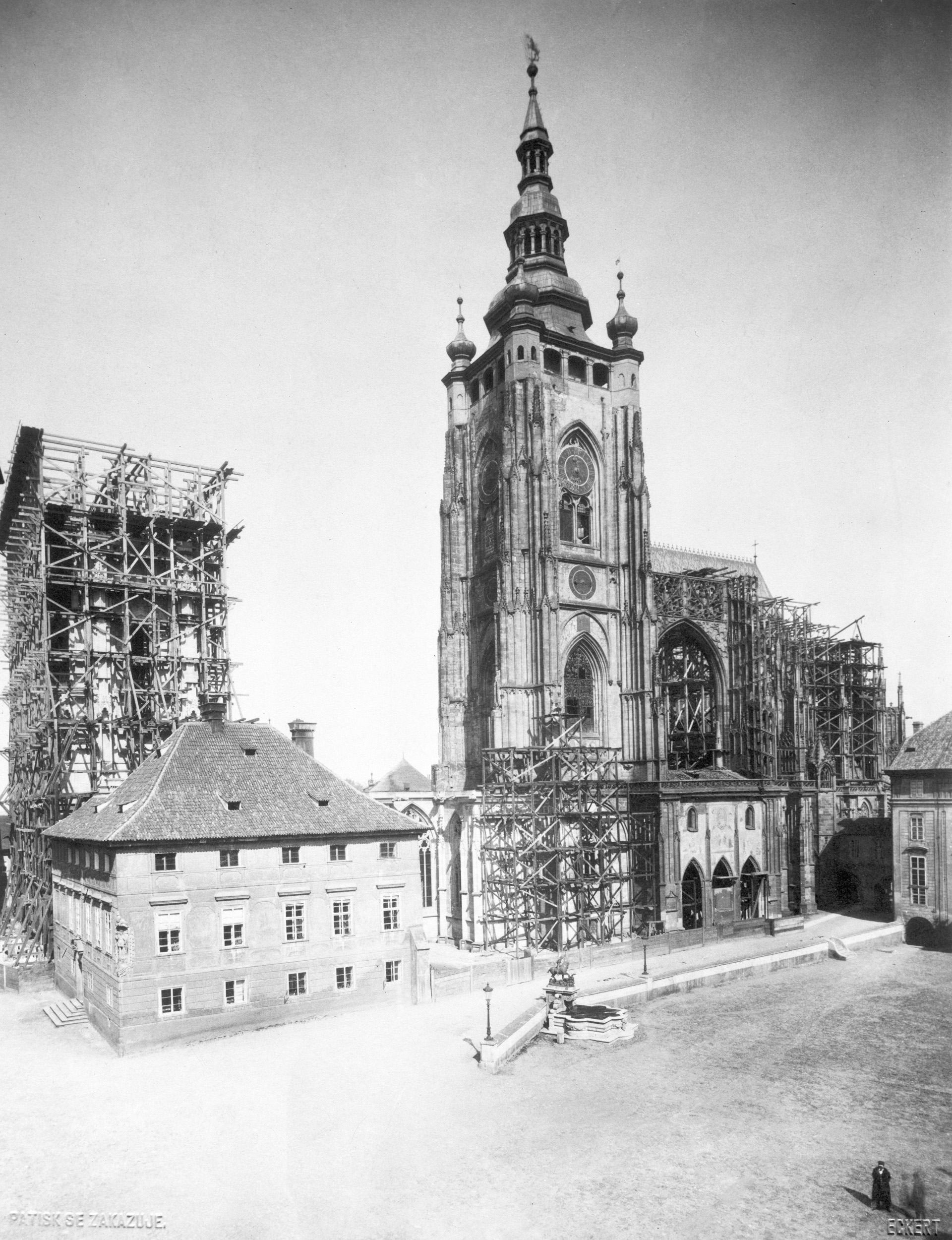
Cathédrale Saint-Guy en construction
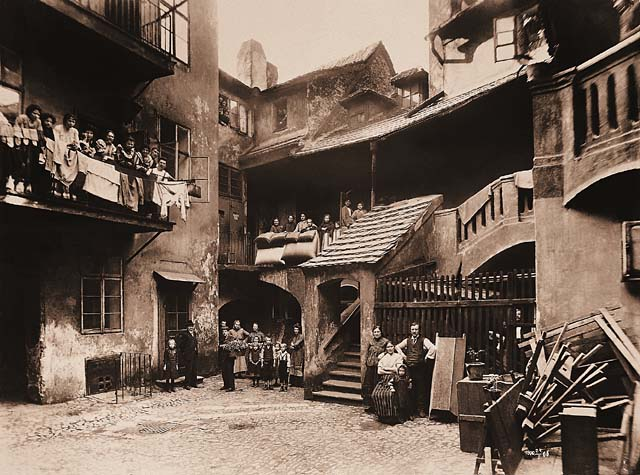
Vieux Prague, Josefstadt
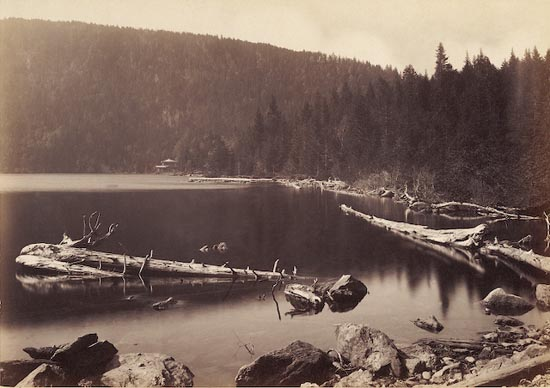
Černé jezero dans la forêt de Bohême